# Il segreto del giurato
Il segreto del giurato (The Jury's Secret) è un film del 1938 diretto da Edward Sloman.

## Produzione
Il film fu prodotto dall'Universal Pictures e girato negli studi della società, al 100 di Universal City Plaza.

## Distribuzione
Distribuito dall'Universal Pictures, il film uscì nelle sale cinematografiche USA il 16 gennaio 1938. Nel Regno Unito, fu presentato dalla General Film Distributors (GFD). Uscì anche in Portogallo il 1º settembre 1939 con il titolo O Segredo dos Jurados.